# William Howard Taft
William Howard Taft (n. 15 septembrie 1857, Cincinnati, Ohio, SUA – d. 8 martie 1930, Washington metropolitan area⁠(d), Virginia de Vest, SUA) a fost magistrat și politician american, cel de-al douăzeci și șaptelea președinte al Statelor Unite ale Americii, cel de-al zecelea Șef al Curții Supreme de Justiție a Statelor Unite ale Americii și lider al aripii conservative a Partidului Republican.

### Oficial
- William Taft National Historic Site

### Discursuri
- Text of a number of Taft speeches, Miller Center of Public Affairs
- Audio clips of Taft's speeches, Michigan State University Libraries

### Mass media
- Format:NYT topic

### Altele
- William Howard Taft: A Resource Guide from the Library of Congress
- Extensive essay on William Howard Taft and shorter essays on each member of his cabinet and the First Lady – Miller Center of Public Affairs
- "Life Portrait of William Howard Taft", from C-SPAN's American Presidents: Life Portraits, September 6, 1999
- "Growing into Public Service: William Howard Taft's Boyhood Home", a National Park Service Teaching with Historic Places (TwHP) lesson plan
- Lucrări de William Howard Taft la Proiectul Gutenberg
- Opere de sau despre William Howard Taft la Internet Archive